# 布鲁门塔尔体育俱乐部
布鲁门塔尔体育俱乐部（Blumenthaler SV，正式名称：Blumenthaler Sportverein von 1919 e. V.）是一家足球俱乐部，成立于 1919 年，位于不来梅最北端的布卢门撒尔区。俱乐部的颜色是蓝色和红

色。他的第一支男子足球队参加了五流的不来梅联赛。场地是伯格沃尔体育场。在第三帝国时期，俱乐部被称为 ASV Blumenthal，缩写代表 General Sports Club。
俱乐部曾参加过一次德国工人体操和体育联合会锦标赛，三次参加德国业余锦标赛。 Blumenthal 七次获得德国杯和 Tschammerpokal 的资格。作为 ASV Blumenthal，俱乐部在当时一流的 Gauliga Niedersachsen 和 Weser-Ems 效力了八年。此外，Blumenthaler SV 还获得了 11 个全国冠军和 8 个全国杯赛冠军。